# القيادع (المفلحي)

تعديل مصدري - تعديل

القيادع هي إحدى قرى عزلة المفلحي بمديرية المفلحي التابعة لمحافظة لحج، بلغ تعداد سكانها 264 نسمة حسب تعداد اليمن لعام 2004.